# Улькен-Борлы
Улькен-Борлы (каз. Үлкен Бөрілі) — озеро в Карабалыкском районе Костанайской области Казахстана. Находится к юго-востоку от посёлка Бурли.
По данным топографической съёмки 1958 года, площадь поверхности озера составляет 14,53 км². Наибольшая длина озера — 6,3 км, наибольшая ширина — 3,3 км. Длина береговой линии составляет 17,4 км, развитие береговой линии — 1,28. Озеро расположено на высоте 202,5 м над уровнем моря.